# Tuuli Tomingas
Tuuli Tomingas (ur. 4 stycznia 1995 w Tallinn) – estońska biathlonistka.
Po raz pierwszy na arenie międzynarodowej pojawiła się w 2013 roku, kiedy wystąpiła na Mistrzostwach Europy w Bansko. Zajęła tam między innymi 4. miejsce w sprincie.
W Pucharze Świata zadebiutowała 13 marca 2014 roku w Kontiolahti, zajmując 82. miejsce w sprincie.

## Osiągnięcia

### Igrzyska olimpijskie
| Rok  | Miejscowość | Konkurencje | Konkurencje | Konkurencje | Konkurencje | Konkurencje | Konkurencje | Konkurencje |
| Rok  | Miejscowość | IN          | SP          | PU          | MS          | RL          | MR          | SR          |
| ---- | ----------- | ----------- | ----------- | ----------- | ----------- | ----------- | ----------- | ----------- |
| 2022 | Pekin       | 43.         | 33.         | 49.         | nd.         | 15.         | 16.         | nd.         |

### Mistrzostwa świata
| Rok  | Miejscowość | Konkurencje | Konkurencje | Konkurencje | Konkurencje | Konkurencje | Konkurencje | Konkurencje |
| Rok  | Miejscowość | IN          | SP          | PU          | MS          | RL          | MR          | SR          |
| ---- | ----------- | ----------- | ----------- | ----------- | ----------- | ----------- | ----------- | ----------- |
| 2019 | Östersund   | 25.         | 50.         | 28.         | –           | 12.         | –           | 11.         |
| 2020 | Anterselva  | 78.         | 75.         | –           | –           | dsq.        | –           | –           |
| 2021 | Pokljuka    | 75.         | 45.         | 59.         | –           | 17.         | 19.         | –           |
| 2023 | Oberhof     | 6.          | 40.         | 34.         | 20.         | 10.         | 15.         | 9.          |
| 2024 | Nové Město  | dsq.        | 24.         | 10.         | 8.          | 4.          | 12.         | –           |
| 2025 | Lenzerheide | 7.          | 32.         | 20.         | 9.          | 10.         | –           | –           |

### Mistrzostwa świata juniorów
| Rok  | Miejscowość      | Konkurencje | Konkurencje | Konkurencje | Konkurencje | Konkurencje | Konkurencje | Konkurencje |
| Rok  | Miejscowość      | IN          | SP          | PU          | MS          | RL          | MR          | SR          |
| ---- | ---------------- | ----------- | ----------- | ----------- | ----------- | ----------- | ----------- | ----------- |
| 2015 | Mińsk            | 46.         | 43.         | 30.         | nd.         | 11.         | nd.         | nd.         |
| 2016 | Cheile Grădiştei | DNF         | 29.         | 30.         | nd.         | 9.          | nd.         | nd.         |

### Mistrzostwa Europy
| Rok  | Miejscowość          | Konkurencje | Konkurencje | Konkurencje | Konkurencje | Konkurencje | Konkurencje | Konkurencje |
| Rok  | Miejscowość          | IN          | SP          | PU          | MS          | RL          | MR          | SR          |
| ---- | -------------------- | ----------- | ----------- | ----------- | ----------- | ----------- | ----------- | ----------- |
| 2013 | Bansko               | nd.         | 4.          | DNS         | nd.         | nd.         | 8.          | nd.         |
| 2014 | Nové Město na Moravě | nd.         | 3.          | 1.          | nd.         | 15.         | nd.         | nd.         |
| 2015 | Otepää               | 8.          | 37.         | 26.         | nd.         | 5.          | nd.         | nd.         |
| 2018 | Ridnaun              | 57.         | 82.         | nd.         | nd.         | nd.         | nd.         | ?.          |

### Puchar Świata

#### Miejsca w klasyfikacji generalnej
| Sezon     | Miejsce           |
| --------- | ----------------- |
| 2013/2014 | niesklasyfikowana |
| 2017/2018 | niesklasyfikowana |
| 2018/2019 | 49.               |
| 2019/2020 | niesklasyfikowana |
| 2020/2021 | 50.               |
| 2021/2022 | 47.               |
| 2022/2023 | 46.               |
| 2023/2024 | 23.               |
| 2024/2025 | niesklasyfikowana |